# Polferries

Logo

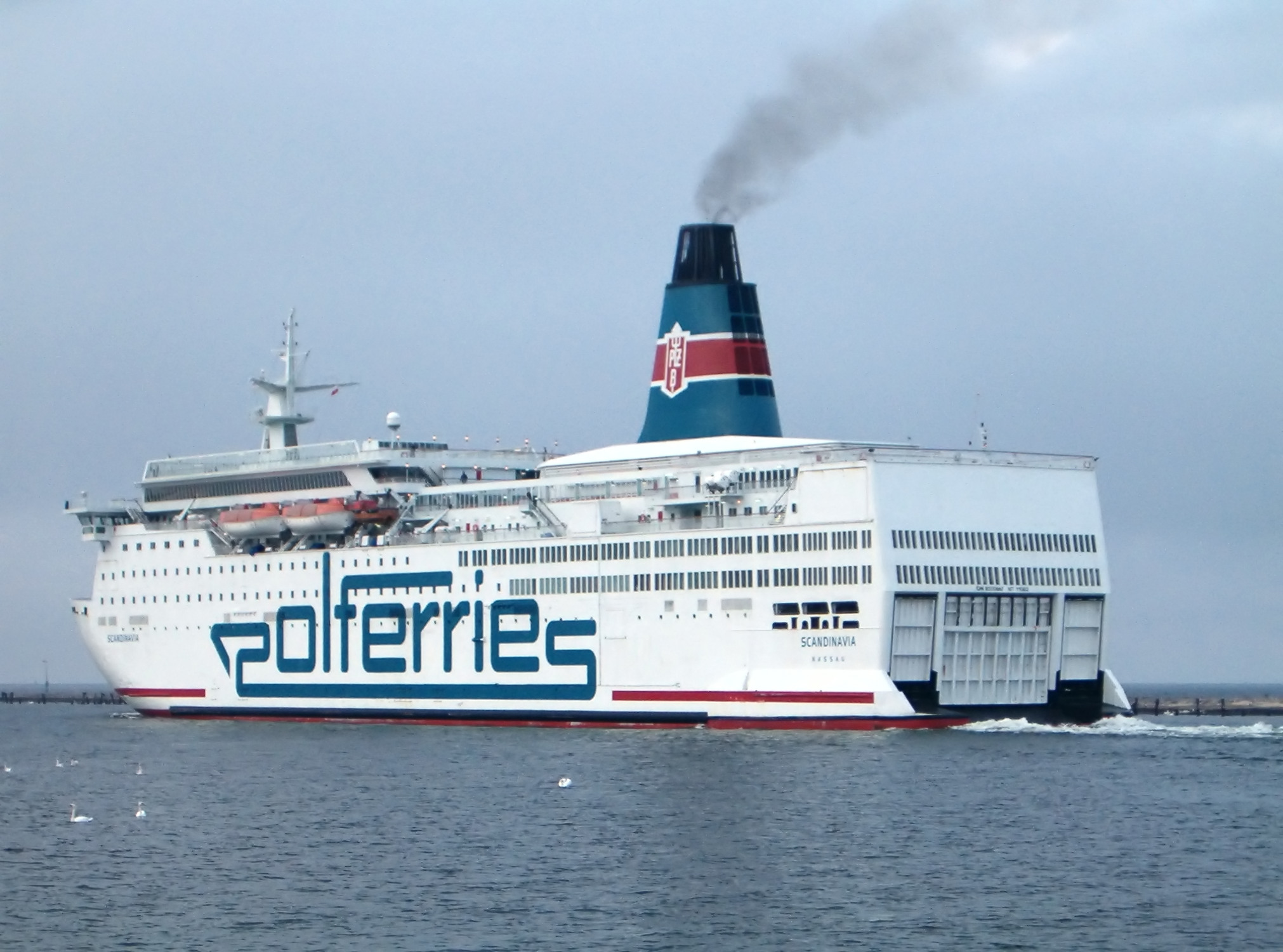
M/S Scandinavia lämnar hamnen i Gdańsk, Polen.

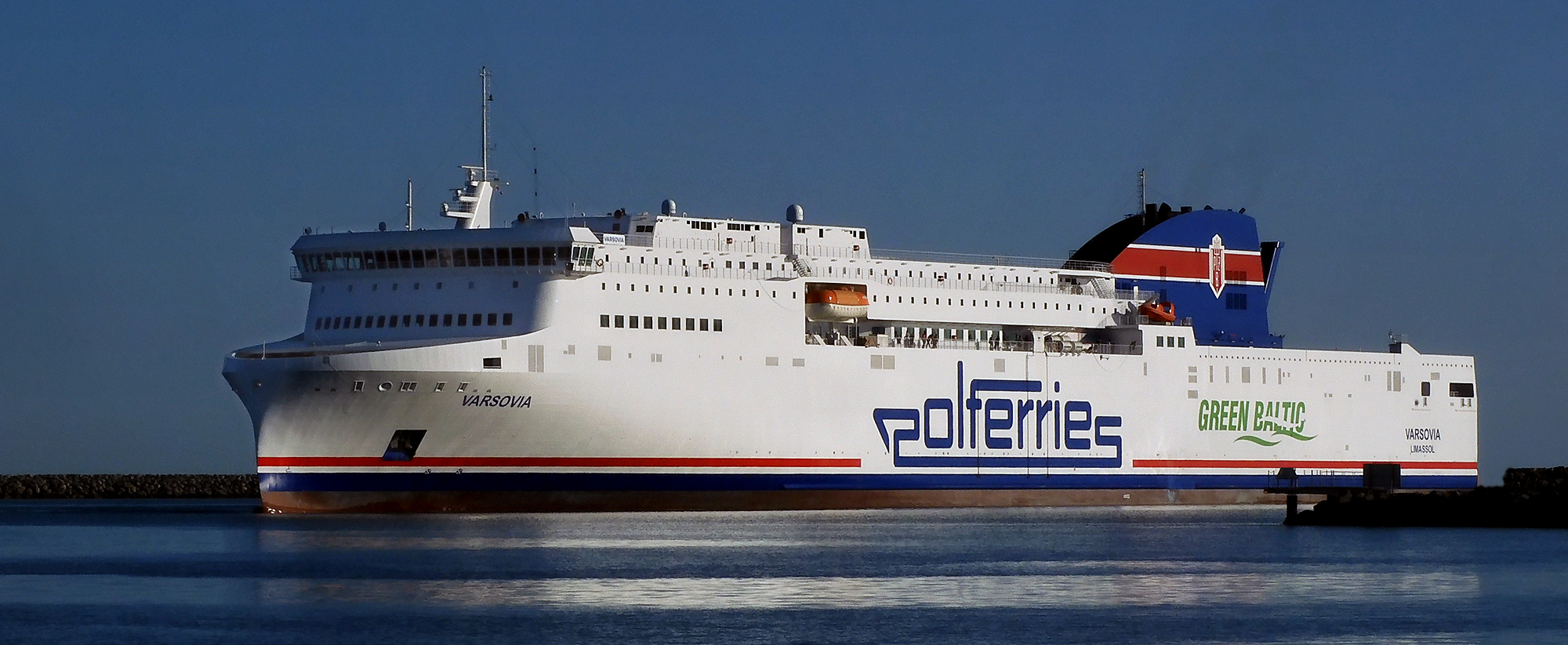
M/F Varsovia i Ystads hamn 6 augusti 2024.

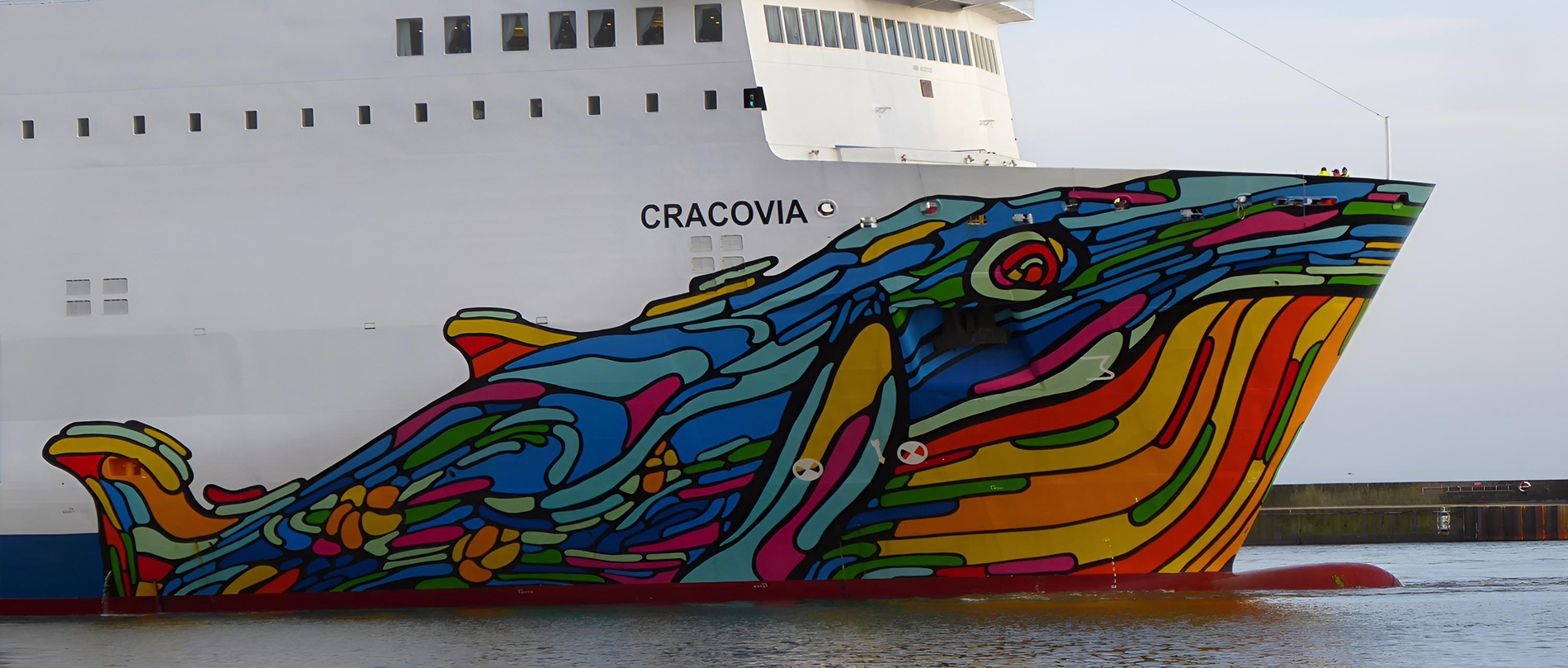
M/S Cracovia med Mariusz Waras målning. Ystads Hamn 2018.

Polferries (Polish Baltic Shipping Co.), grundat 31 januari 1976, är ett polskt rederi med säte i Kołobrzeg och med trafik till och från Polen.

## Linjer
- Nynäshamn-Gdańsk - Bilfärja med avgångar nästan varje dag, något fler under sommarhalvåret. Överfarten sker över natten och tar ungefär 19 timmar. Linjen betjänas av färjan M/S Nova Star och M/S Wawel.
- Ystad-Świnoujście
- Köpenhamn-Świnoujście
- Rønne-Świnoujście

## Fartyg
- M/F Varsovia byggd i Italien 2024, trafikerar linjen Ystad-Świnoujście
- M/S Nova Star, byggd i Singapore (trafikerar linjen Nynäshamn–Gdańsk)
- M/S Baltivia, byggd av Kalmar varv (trafikerar linjen Ystad-Świnoujście)
- M/S Wawel, byggd av Kockums skeppsvarv (trafikerar linjen Nynäshamn-Gdańsk)
- M/S Mazovia, byggd som M/S Gotland 1996 i Jakarta (trafikerar linjen Ystad-Świnoujście)
- M/S Cracovia, byggd i Sevilla (trafikerar linjen Ystad-Świnoujście)

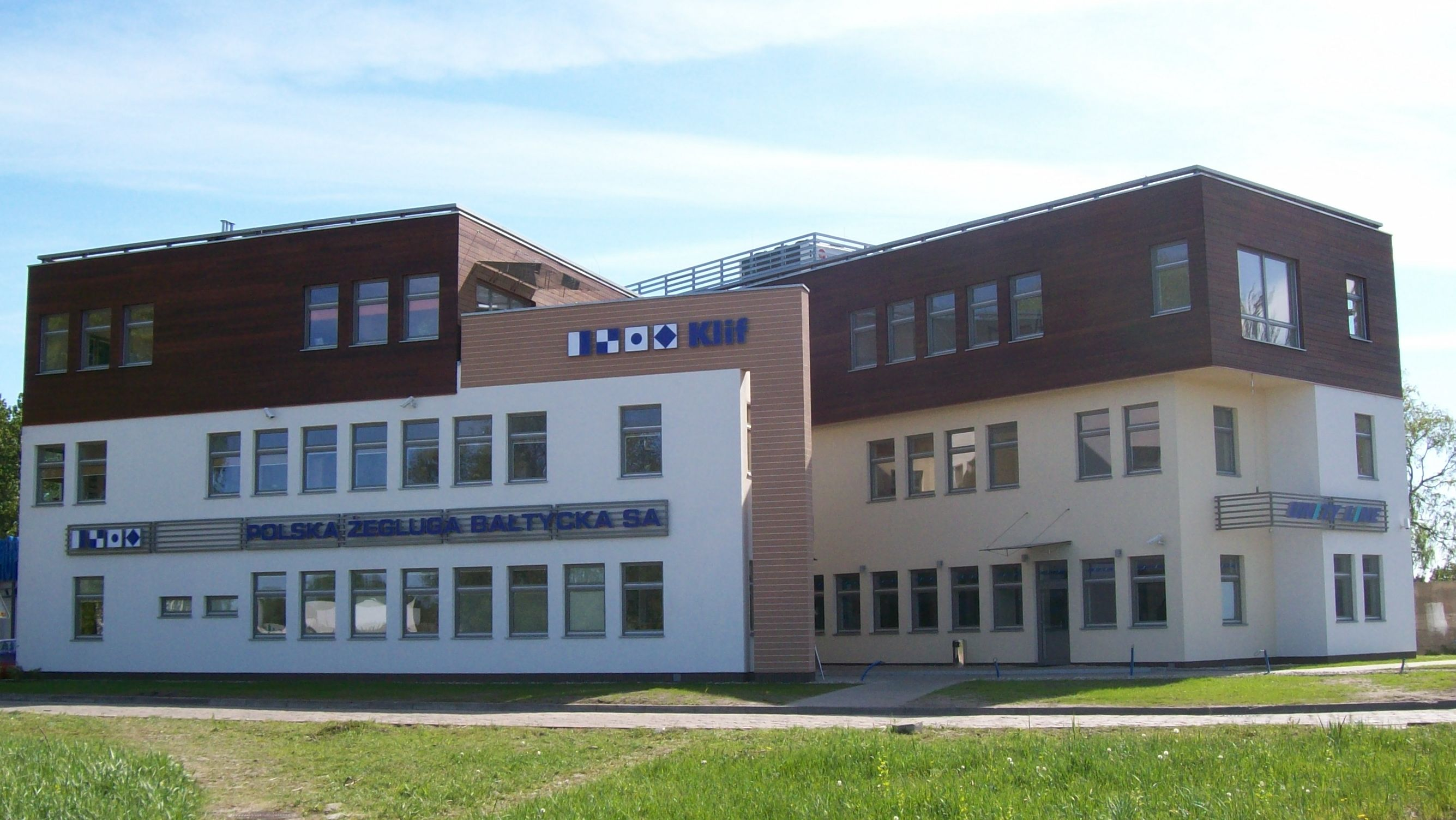
Polferries kontor och kundservice i Świnoujście.